# Saint-Martin-des-Champs (Cher)
Saint-Martin-des-Champs ist eine französische Gemeinde mit 303 Einwohnern (Stand: 1. Januar 2022) im Département Cher in der Region Centre-Val de Loire. Sie gehört zum Arrondissement Bourges und zum Gemeindeverband Communauté de communes Berry-Loire-Vauvise. Die Einwohner werden Martinois genannt.

## Geografie
Saint-Martin-des-Champs liegt im Berry etwa 47 Kilometer ostnordöstlich von Bourges. Umgeben wird Saint-Martin-des-Champs von den Nachbargemeinden Herry im Norden und Nordosten, La Chapelle-Montlinard im Osten, Argenvières im Südosten, Jussy-le-Chaudrier im Süden sowie Sancergues im Westen.
Die Gemeinde liegt an der Route nationale 151 und an der Via Lemovicensis, einem der vier historischen „Wege der Jakobspilger in Frankreich“.

## Bevölkerungsentwicklung
| Jahr                       | 1962 | 1968 | 1975 | 1982 | 1990 | 1999 | 2007 | 2019 |
| Einwohner                  | 472  | 445  | 391  | 356  | 335  | 331  | 341  | 297  |
| Quellen: Cassini und INSEE |      |      |      |      |      |      |      |      |